# Neosmilaster steineni
Neosmilaster steineni är en sjöstjärneart som först beskrevs av Studer 1885.  Neosmilaster steineni ingår i släktet Neosmilaster och familjen trollsjöstjärnor. Inga underarter finns listade i Catalogue of Life.